# Hackness
Hackness – wieś w Anglii, w hrabstwie North Yorkshire, w dystrykcie (unitary authority) North Yorkshire. Leży 54 km na północny wschód od miasta York i 312 km na północ od Londynu. W 2001 miejscowość liczyła 125 mieszkańców.